# Colonel-in-Chief
Colonel-in-Chief (deutsch Ehrenoberst) ist im Vereinigten Königreich und weiteren Commonwealth Realms das zeremonielle Amt des Schirmherrn eines Regiments. Die Position ist mit dem (ehemaligen) deutschen Regimentschef vergleichbar.
Der Colonel-in-Chief ist häufig der Monarch oder ein sonstiges Mitglied der königlichen Familie. In diesen Fällen wird er auch Royal Colonel genannt. Ernennungen zu Royal Colonels werden im Vereinigten Königreich vom Monarchen vorgenommen und als Presseerklärung des Buckingham Palace bekannt gegeben.
Neben dem Colonel-in-Chief hat das Regiment einen Kommandeur, der früher den Rang eines Colonel trug. Dieser war historisch der nominale Regimentskommandeur. Häufig ließ sich der Colonel im aktiven Einsatz von seinem Stellvertreter (Lieutenant) vertreten. Entsprechend hat bis heute der tatsächlich befehlshabende Offizier (Commanding Officer) eines Regiments der British Army üblicherweise den Dienstrang eines Lieutenant-Colonel inne. Der Colonel of the Regiment ist inzwischen der zeremonielle Kommandeur des Regiments. Er ist der ranghöchste Offizier eines Regiments und für die Wahrung der Traditionen, Bräuche und des Korpsgeistes des Regiments verantwortlich
Der Colonel-in-Chief ist nicht zu verwechseln mit dem Colonel of the Regiment,  dem Honorary Colonel oder dem Brevet-Colonel. 